# Ervin Bonkoski
Ervin Bonkoski (Araxá, 26 de setembro de 1936 — Curitiba, 1 de novembro de 2015) foi um radialista e político brasileiro. Exerceu o mandato de deputado federal constituinte de 1987 a 1991, e de deputado federal de 1993 a 1995. Durante mais de 40 anos apresentou programas na Rádio Colombo, local em que, além de proprietário, também foi diretor-presidente.

## Formação acadêmica
Nascido em Perdizes, então distrito de Araxá, Ervin Bonkoski formou-se bacharel em Direito na Universidade Federal do Paraná (UFPR), em 1960. Na Pontifícia Universidade Católica do Paraná (PUCPR), formou-se em Jornalismo, em 1961. Fez graduação em Ciências Contábeis e Atuariais pela Faculdade de Ciências Econômicas de Curitiba, em 1968. Também cursou Teologia no Instituto Arquidiocesano.

## Carreira
Durante 40 anos foi apresentador do programa "A Hora do Ângelus" na Rádio Colombo de Curitiba, emissora que foi proprietário junto com a Rádio Colmeia e Rádio Curió-AM (atual Rádio Goioerê), todas sediadas no Paraná. Presidiu a Associação das Emissoras de Radiodifusão do Paraná entre 1978 e 1980 e a Federação Paranaense de Basketball (FPRB). Foi diretor-superintendente das rádios Difusora, de Campo Mourão; Educadora, de Laranjeiras; Educadora, de União da Vitória; e Cultura, de Curitiba.

## Vida política
Nas eleições de novembro de 1982, candidatou-se a deputado estadual pelo Partido do Movimento Democrático Brasileiro (PMDB). Foi nomeado com 104 mil votos e empossado em fevereiro de 1983, permanecendo no cargo até 1987. Elegeu-se deputado federal constituinte pelo Paraná em novembro de 1986. Pelo Partido Trabalhista Brasileiro (PTB), retornou à Câmara dos Deputados em dezembro de 1993, ocupando a vaga do deputado Onaireves Moura, do Partido Social Democrático (PSD), que havia sido cassado. Deixou a Câmara em janeiro de 1995 e dedicou-se a seus negócios particulares.

## Atividades parlamentares
- Titular da Comissão da Ciência e Tecnologia (1987) - Assembleia Nacional Constituinte;
- Titular da Comissão da Comunicação (1987) - Assembleia Nacional Constituinte;
- Titular da Comissão da Educação, Cultura e Esportes (1987) - Assembleia Nacional Constituinte;
- Titular da Comissão da Família (1987) - Assembleia Nacional Constituinte;
- Suplente da Comissão da Organização Eleitoral, Partidária e Garantia das Instituições (1987) - Assembleia Nacional Constituinte;
- Suplente da Subcomissão da Família, do Menor e do Idoso (1987) - Assembleia Nacional Constituinte;
- Suplente da Subcomissão do Sistema Eleitoral e Partidos Políticos (1987) - Assembleia Nacional Constituinte;
- Titular da Comissão Permanente da Economia, Indústria e Comércio (1994) - Câmara dos Deputados;
- Suplente da Comissão Permanente da Constituição e Justiça e de Redação (1994) - Câmara dos Deputados;
- Suplente da Comissão Especial da Legalidade do Jogo (1994) - Câmara dos Deputados.[1]